# يوسف بن يونان
يوسف بن يونان ، وفقا للعهد الجديد هو الثاني من بين أخوة يسوع.
وفقا للعهد الجديد حيث ذكر في إنجيل متى، وصف يسوع ابن مريم وشقيق يعقوب يهوذا، يوسف وشمعون.
بيد أن مؤيدو البتولية الدائمة لمريم العذراء يشيرون إلى أن كلمة “أخ” في المجتمعات السورية القديمة وكذلك في اللغة العبرية واللغة الآرامية تشمل جميع أبناء العائلة الواحدة لا تنحصر بالأشقاء فقط، وهكذا يدعى لوط أخًا لإبراهيم في سفر التكوين رغم كون إبراهيم عمه، يرى هؤلاء أيضًا ما يؤيد آرائهم، وهو أن اثنين من الأسماء الأربعة المذكورة في آية مرقس السابقة يذكرون في متى 56/27 أنهم أولاد مريم زوجة قلوبا إحدى قريبات مريم.